# Гёчеталь
Гёчеталь (нем. Götschetal) — упразднённая община (коммуна) в Германии, в земле Саксония-Анхальт. 
Входила в состав района Зале. Подчинялась управлению Гёчеталь-Петерсберг.  Население составляло 5863 человека (на 31 декабря 2006 года). Занимала площадь 33,02 км². Официальный код  —  15 2 65 059.

## История
Община Гёчеталь была образована 1 июля 2006 года, включив в себя населённые пункты Вальвиц, Гутенберг, Нелиц, Зенневиц и Тейха. Получила название по реке Гёче, притоке Зале. Администрация общины размещалась в деревне Вальвиц. Община Гёчеталь была упразднена 1 января 2010 года, все населённые пункты вошли в состав коммуны Петерсберг.